# Conurbación Metropolitana de las Verapaces
La Conurbación Metropolitana de las Verapaces  es una conurbación de Guatemala, en la región montañosa central del país conformada por 5 ciudades del Departamento de Alta Verapaz, con una población  de 180 698 habitantes, en donde 81 336 son provenientes del área urbana de Cobán,  21 874 del área urbana de San Pedro Carchá, 41 205 del área urbana de San Cristóbal Verapaz, 22 500 del área urbana de San Juan Chamelco y  13 783 del área metropolitana de  Santa Cruz Verapaz, siendo uno de los núcleos urbanos más grandes de Guatemala.

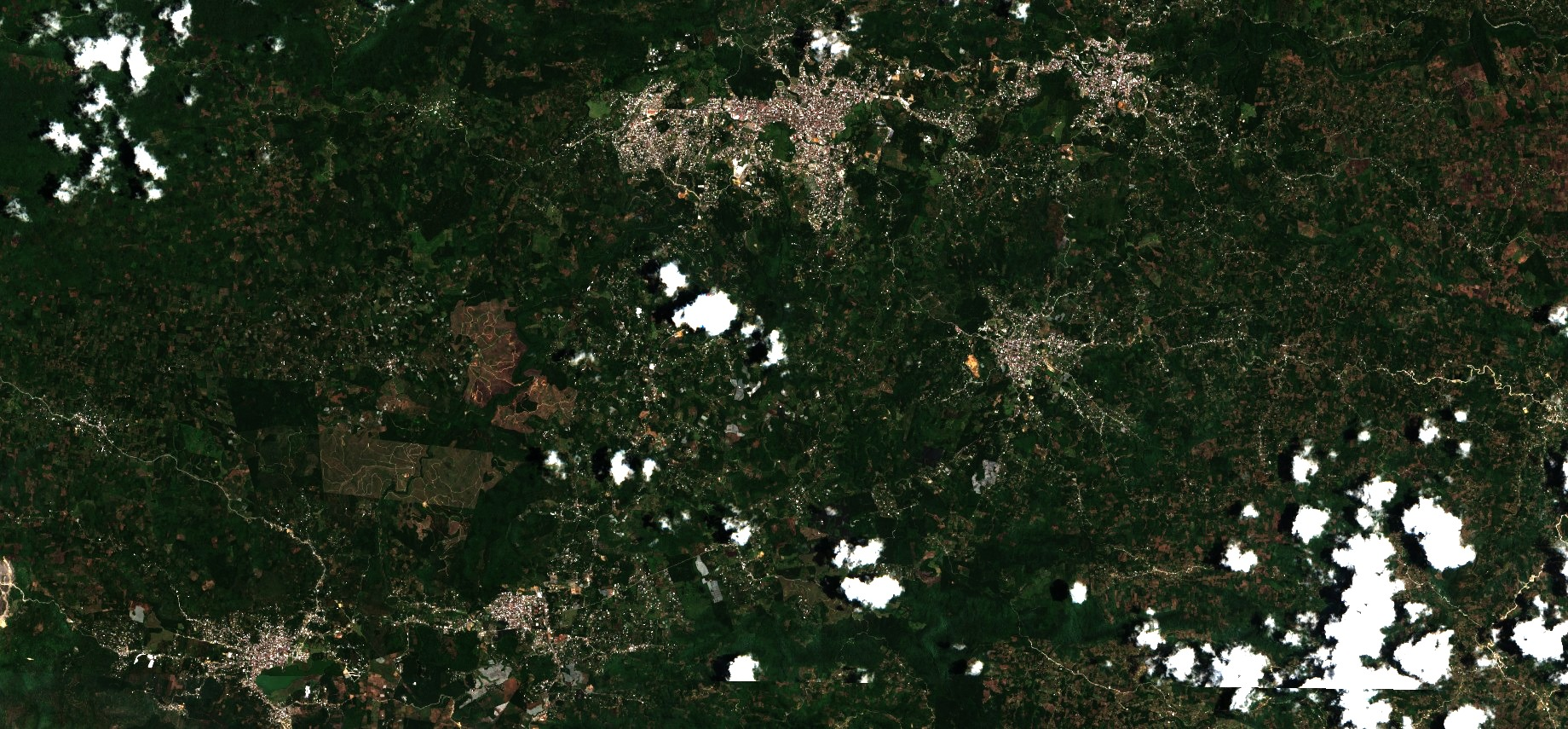
Vista satelital de la Conurbación Metropolitana de las Verapaces.

Las ciudades que conforman dicha área son las siguientes:
1. Cobán
2. San Pedro Carchá
3. San Cristóbal Verapaz
4. San Juan Chamelco
5. Santa Cruz Verapaz

## Historia

### Orígenes
El nombre original de esta región fue «Tucurután», a veces escrito como «Tuzulutrán», «Tezulutlán» o «Tesulutlán», y algunos autores enfatizan que se trata de un vocablo que denomina el lugar como «Tierra de Guerra», debido a la resistencia que los nativos dieron con la presencia española en la misma; en contraposición a esta circunstancia, fue llamada «Verapaz» por los españoles, ya que la unión de la zona se logró por medios pacíficos gracias a fray Bartolomé de las Casas, O.P. en el siglo xvi.

### Inmigración alemana
| En la Alta Verapaz a fines del siglo xix los finqueros alemanes llegaron a concentrar en sus manos las tres cuartas partes de la extensión total de los 8686 kilómetros cuadrados que tenía el territorio departamental. En este departamento llegó a tal grado la apropiación de tierras y hombres por los empresarios agrarios alemanes, que un jefe político constató que los campesinos desaparecían de sus pueblos de la noche a la mañana, huyendo de los finqueros. —Julio Castellanos Cambranes |

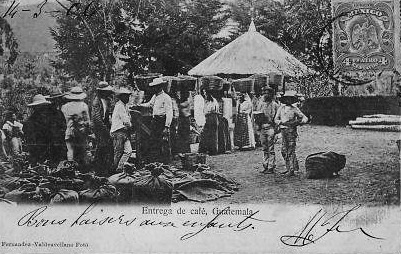
Entrega del café en una finca de alemanes.

En la segunda mitad del siglo xix, el presidente Justo Rufino Barrios (1835-1885) comenzó la adjudicación de tierras de la Verapaz a agricultores alemanes.; los alemanes establecieron una colonia en Alta Verapaz gracias a generosas concesiones otorgadas también por los presidentes liberales Manuel Lisandro Barillas Bercián, José María Reyna Barrios y Manuel Estrada Cabrera. La inmigración alemana en Guatemala empezó con Rodolfo Dieseldorff, en 1863; tras él vinieron grupos de inmigrantes alemanes eran en su mayoría jóvenes que aprendieron el idioma Q'eqchi, y varios de ellos se mezclaron con algunas mujeres indígenas. En Cobán, se centró una gran comunidad de alemanes que llegaron a dominar las tierras del cultivo del café, donde a sus trabajadores pagaban con monedas acuñadas por cada propietario, además que sólo podían comprar en la despensa de la finca, con lo cual el patrono obtenía una segura ganancia extra.

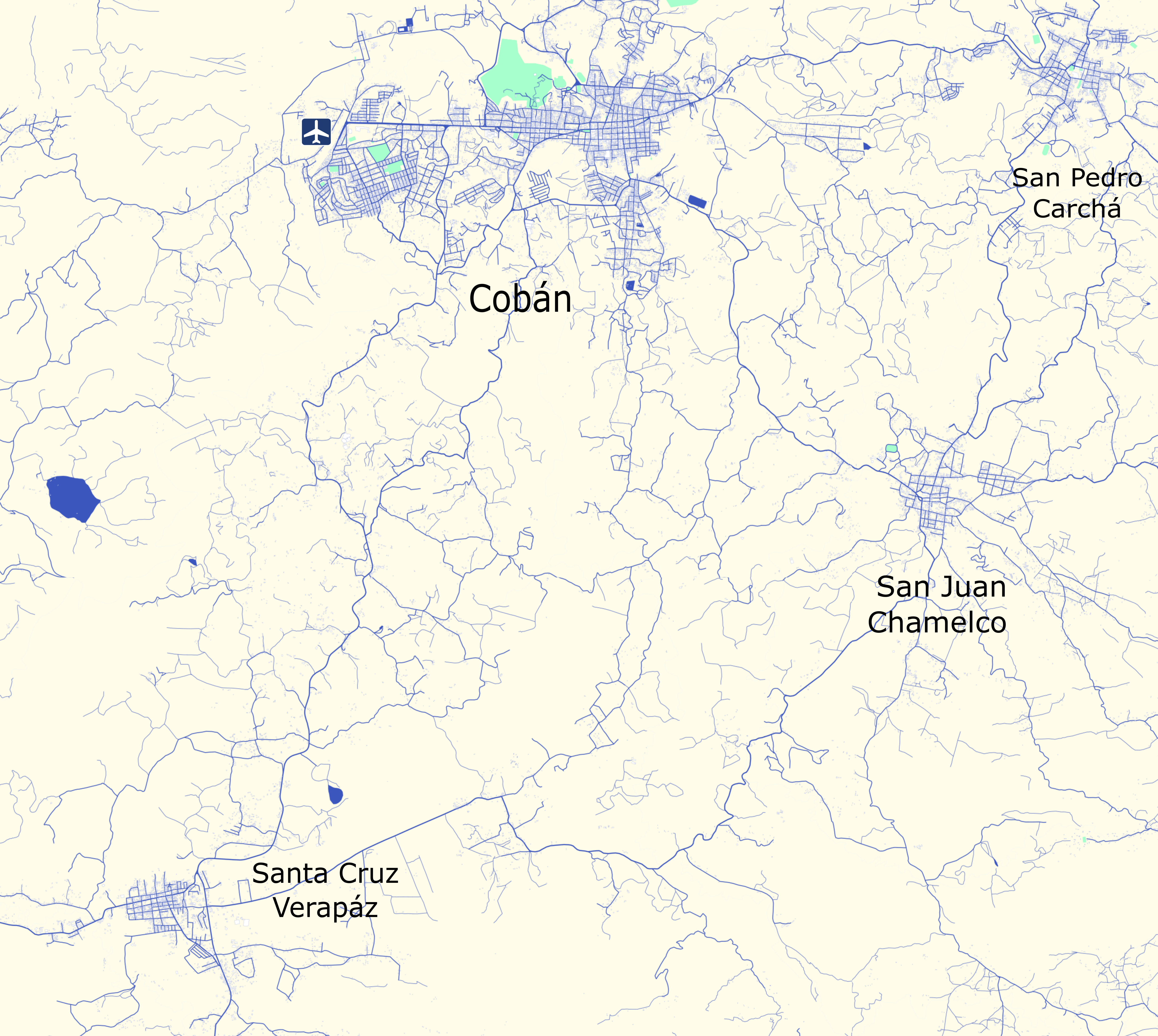
Mapa de las ciudades de la conurbación.

El Decreto 170 (o Decreto de Redención de Censos) facilitó la expropiación de las tierras a los indígenas en favor de los alemanes, al propiciar la venta en pública subasta de las tierras comunales.  Desde esta época, la principal actividad económica fue la agroexportadora, especialmente de café, banano y cardamomo.  La propiedad comunal, dedicada a cultivos de subsistencia y que había sido conservada por el gobierno del general Rafael Carrera, se convirtió en propiedad privada dirigida al cultivo y comercialización a gran escala de productos agrarios. Por tanto, las características fundamentales del sistema productivo, fueron desde esa época la acumulación de la propiedad en pocas manos, y una especie de «servidumbre de finca», basada en la explotación de los «mozos colonos» legalizado con el Reglamento de Jornaleros.
Los alemanes se organizaron en una comunidad muy unida y solidaria, realizando actividades sociales en el Club Alemán o Deutsche Verein, en Cobán, fundado en 1888. En sus inicios, este grupo solo estaba compuesto por socios germanos. El lugar fue remodelado y equipado para dar un ambiente agradable, donde los alemanes se sintieran como en su país. Contaba con una biblioteca, con libros y revistas donados por quienes viajaban a Alemania. Tras la expulsión de los alemanes durante la Segunda Guerra Mundial el club se convirtió en la Sociedad de Beneficencia.
A finales de la década de 1890, la esposa del arqueólogo inglés Maudslay describió así a los alemanes en la Verapaz: «Existe una proporción mucho mayor de extranjeros en Cobán que en cualquier otro pueblo de la República: la inmensa mayoría son alemanes dedicados a las plantaciones de café, y unos cuantos dedicados a la ganadería y a otras industrias; aún cuando se escuchan algunas quejas por el aislamiento por los problemas con los trabajadores y el mantenimiento de las casas, me parece que son muy afortunados desde el punto de vista comercial dada la gran reputación que tiene el café de la Verapaz en el mercado, y la gran importancia comercial que su industria y visión han traído a la región; y, desde el punto de vista personal, son afortunados de disfrutar de un clima delicioso en el que pueden criar a sus hijos de mejillas sonrosadas con salud y fortaleza, todo en los confines de una vida que es medio tropical y medio europea. Hay muy pocos hoteles o fondas, pero la hospitalidad de los extranjeros residentes es magnífica.»
Dieseldorff formó un complejo de haciendas a lo largo de tres periodos: entre 1890 y 1898 adquirió las haciendas Seacté, Chiachal, Chascar, Secac-Ulpan, Santa Margarita, Paijá, Panzal y El Salto; entre 1898 y 1910 se hizo de las haciendas Raxpec, Santa Cecilia, Cubilgüitz, Chamcarel y Sacchicagua de Secol, San Diego-Yalpemech, Chichochoc, Chichaíc de Santa Margarita, Pocolá y Río Frío; y, después de 1924, adquirió las haciendas Sachamach, Tzimajil, Raxahá y Chiquixjí. Al mismo tiempo, Dieseldorff se fue haciendo de muchas parcelas indígenas y, para utilizar al máximo las instalaciones de su beneficio de café e incrementar el volumen de sus exportaciones, compraba café en cereza a los pequeños productores de la región de San Pedro Carchá mediante habilitaciones o adelantos de dinero, y también recibía café en pergamino de otros cafetaleros como Sterkel Hermanos, para procesarlo en oro.
Para 1900, Dieseldorff ya había establecido un verdadero emporio del café en la Verapaz. Asimismo, se convirtió en un influyente directivo de la Compañía de Transporte del Norte, de la Sociedad Agrícola y de la Compañía del Ferrocarril de la Verapaz. Al mismo tiempo, continuó haciendo diferentes estudios sobre arqueología maya, etnología y botánica, mostrando especial interés en coleccionar manuscritos históricos k'eqchie's, que fue una de las actividades científicas que lo distinguió. El «barón del café» -como se le apodaba a Dieseldorff- fue un hombre que influyó de manera beligerante en la política regional y nacional, incluso llegó a definir algunas de las políticas de trabajo y reorganización del agro guatemalteco.
A partir de 1990, Max Quirín Schöder había destacado en el mundo empresarial cafetalero; sus negocios y fincas se concentran en la Empresa Comercial Agrícola, S.A. (ECOAGRO) con sede en Cobán.  En Alta Verapaz se localizan la mayor parte de sus plantaciones cafetaleras, herencia del potentado cafetalero alemán, Erwin Paul Dieseldorff. quien constituyó un emporio del aromático a finales del siglo xix. Bisnieto de Dieseldorff, Quirín Schöder también heredó la representación empresarial ante las asociaciones y cámaras agrícolas (CACIF) construida por su padre Fredy Quirín Dieseldorff, quien durante las décadas de 1970 y 1980 dirigió en varias ocasiones la Cámara del Agro y la desaparecida Unión Nacional Agropecuaria (UNAGRO) como representante de la Asociación Nacional de Ganaderos del Norte.

## Geografía
La Conurbación Metropolitana de las Verapaces se ubica dentro de la región de la Franja Transversal del Norte, una región montañosa de clima frío también explotada por empresas petroleras y mineras de Guatemala.

## Economía

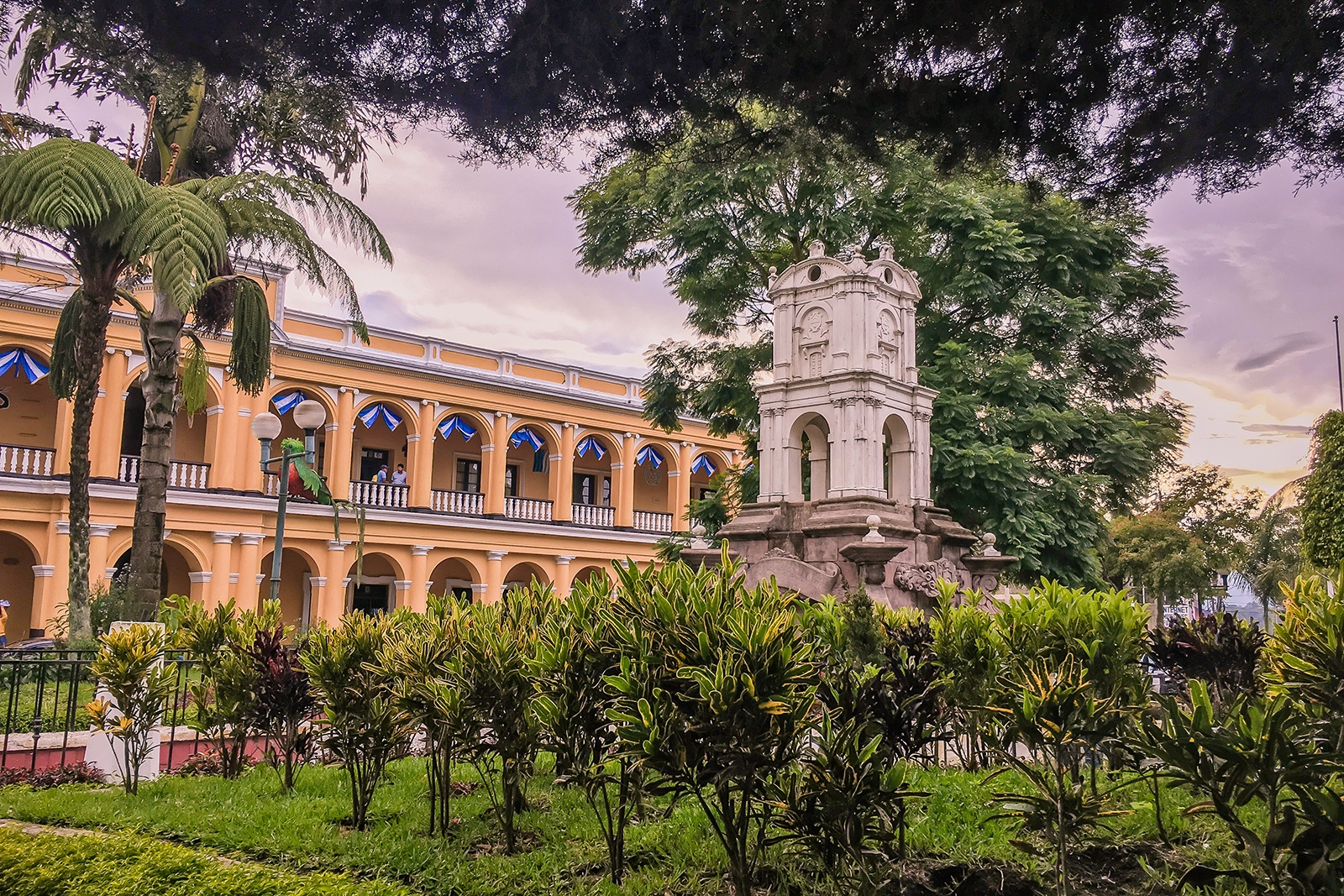
La ciudad de Cobán es el principal centro económico de la conurbación.

La economía de la conurbación está basada en la industria artesanal, textil y forestal, además el sector es un centro agroindustrial por sus cultivos de maíz, frijol, arroz, café, té, cacao, pimienta y cardamomo. Algunos recursos de energía del área son el petróleo, minería de plomo y zinc.

### Turismo
La ciudad de Cobán es un destino turístico doméstico e internacional por su riqueza cultural e histórica, entre los principales atractivos turísticos de la región destacan la Catedral de Cobán construida en 1543 por Fray Melchor de Los Reyes. La iglesia «El Calvario» que destaca por su vista panorámica a la ciudad. Además el área es notable por su cultura y tradiciones folklóricas de Guatemala.